# Sidney Janis
Sidney Janis (8 juillet 1896 - 23 novembre 1989) est un fabricant de vêtements, collectionneur et marchand d'art américain, fondateur avec son épouse Harriet, de la galerie Janis (New York).

## Biographie
Originaire de Buffalo, fils d'un représentant de commerce, Sidney Janis est enrôlé en 1917, au moment de la Première Guerre mondiale, dans l'United States Navy Reserve. Libéré en 1919, il retourne dans sa ville natale et travaille avec son frère ainé chez un vendeur de chaussures. En 1925, il épouse la new-yorkaise Harriet Grossman (1898-1963), une autrice passionnée d'art. Le couple passe beaucoup de temps dans les musées et les galeries d'art. Peu après leur mariage, ils ouvrent à New York une boutique qui fabrique des vêtements pour hommes (maillots, chemises à manches courtes) assez luxueux et originaux, appelée M'Lord. L'entreprise devient florissante. Le couple commence à collectionner des œuvres d'art. Ils effectuent de nombreux voyages à Paris, jusque dans les années 1930, rencontrant Piet Mondrian, Pablo Picasso, Fernand Léger, et Constantin Brâncuși, dont ils acquièrent les œuvres. 
En 1934, Sidney Janis devient membre du bureau des acquisitions du MoMA. L'année suivante, 19 pièces de la collection Janis sont exposées dans le musée. En 1939, Janis, devenu président du conseil d'administration du MoMA, contribue à y faire exposer Guernica de Picasso, en soutien aux réfugiés espagnols victimes de la guerre civile. La même année, Harriet et lui décident de fermer leur entreprise et de se consacrer à l'art et à la critique. Leur premier essai, Abstract and Surrealist Art in America (Reynal and Hitchcock, 1944), met en valeur des artistes encore peu connus en Amérique, comme Georgia O'Keeffe, Arthur Beecher Carles (en), Man Ray, Leon Kelly (en), Mark Rothko, and Ray Eames. Ils deviennent très proches de Marcel Duchamp, Arshile Gorky et Frederick Kiesler.
Moins connu, son frère aîné, Mortimer Martin Janis (1892-1969), débute une activité de marchand d'art dès 1935 à Los Angeles en lien avec eux ; la Martin Janis Gallery ouvre ses portes sur Ventura Boulevard et restera active durant plus de quarante ans.
En 1948, Harriet et Sidney Janis décident d'ouvrir une galerie à Manhattan, au 5 East 57th Street ; leur voisine est la galeriste Betty Parsons.
The Sidney Janis Gallery a rapidement pris de l'importance. Elle expose non seulement le travail de la plupart des principaux peintres liés aux courants dadaïste, surréaliste et expressionniste abstrait, mais aussi des peintres européens reconnus tels que Pierre Bonnard, Paul Klee, Joan Miró, Piet Mondrian et Jean-Michel Coulon.
Comme l'a expliqué le critique Clement Greenberg en 1958, les expositions de Janis ont contribué à établir la légitimité des artistes américains. Janis déclara que Jackson Pollock, Willem de Kooning, Franz Kline, Phillip Guston, Mark Rothko, et Robert Motherwell devaient être jugés selon les mêmes critères que Matisse et Picasso, sans condescendance.
La galerie Janis accueille très tôt les tenants du Pop Art et, dès 1962, organise une exposition sur les artistes français du nouveau réalisme.
En 1967, Janis offre 107 œuvres au MoMA, alors dirigé par Alfred Barr.
En 1980, la galerie Janis déménage au 110 West 57th Street. En 1984, à l'initiative de Jack Lang, le couple Janis est fait commandeur de l'ordre des Arts et des Lettres. 
Après la mort de Sidney Janis en 1989, la galerie est reprise par sa fille Carroll, puis par son petit-fils, David Janis,.
L'acteur Conrad Janis est son fils.

## Distinctions
- Commandeur de l'ordre des Arts et des Lettres (1984)